# شهرستان بالینگر (میزوری)
شهرستان بالینگر، میزوری (به انگلیسی: Bollinger County, Missouri) یک سکونتگاه مسکونی در ایالات متحده آمریکا است که در میزوری واقع شده‌است.

## خصوصیات
شهرستان بالینگر ۱٬۶۰۹ کیلومترمربع مساحت دارد.